# Miguel Ferrer Baena
Miguel Ángel Ferrer Baena es un biólogo español.

## Biografía
Fue el Coordinador Institucional del CSIC en Andalucía del desde 2012 hasta 2018.
Fue director de la Estación Biológica de Doñana (EBD) desde 1996 a 2000.
Fue director de la Raptor Research Foundation desde 2011 hasta 2014 y presidente de la Fundación Migres desde su fundación en 2003.
Colabora con Hawk Mountain Sanctuary (Pensilvania, USA) como investigador asociado y es profesor adjunto de la Universidad de Boise (Idaho, USA).
Fue responsable del proyecto de reintroducción del águila imperial en la comarca gaditana de La Janda.